# Эритрейская православная церковь
Эритрейская православная церковь (тигринья ተዋህዶ ቤተ ክርስትያን ኤርትራ Tewahədo Bet'ə K’rstian Ertra) — одна из миафизитских древневосточных православных церквей. Ранее она была частью Эфиопской православной церкви. Её автокефалия была признана эфиопским патриархатом в 1998 году после обретения Эритреей независимости в 1993 году.

## Отношения с Эфиопской православной церковью
Хотя Эфиопской православной церкви автокефалия была предоставлена патриархом Коптской православной церкви в 1950 году, она не участвовала в предоставлении автокефалии своей эритрейской епархии ввиду обращения правительства Эритреи за предоставлением автокефалии Эритрейской православной церкви непосредственно в Коптскую патриархию. В отношениях между двумя Церквями возникла и сохраняется определённая напряжённость. Тем не менее, все три Церкви сохраняют полную духовную общность друг с другом.

## Патриархи Эритрейской православной церкви
Первым патриархом Эритреи стал абуна Филипп, который скончался в 2002 году и которого сменил абуна Якоб. Оба были до этого архиепископами Эфиопской православной церкви, и фактически абуна Якоб был патриаршим местоблюстителем (исполняющим обязанности) в период между отречением патриарха абуны Меркурия и избранием патриарха Эфиопии абуны Павла. Пребывание абуны Якоба патриархом Эритреи было очень коротким, и его сменил абуна Антоний.
Абуна Антоний был избран 5 марта 2004 и рукоположён третьим патриархом Эритрейской православной церкви 25 апреля 2004. Церемонию посвящения и интронизации в Асмэре проводил Папа и патриарх Александрийский и всей Африки Шенуда III вместе со Священным синодом Эритрейской церкви и коптской делегацией, сопровождавшей его.
В августе 2005 года роль патриарха Эритрейской православной церкви, абуны Антония стала исключительно церемониальной, а управление церковными делами перешло к назначенному государством мирянину, Йофтахе Диметросу. По имеющимся сведениям, патриарх попал в опалу за сопротивление вмешательству государства в дела церкви. Также ходят слухи, что правительство Эритреи просило коптского Патриарха Александрийского Шенуду признать замену Антония, но Патриарх Александрийский отказался и пригрозил публично осудить любое такое назначение. Тогда правительство на время воздержалось от смещения патриарха, ограничившись отведением ему сугубо церемониальной роли.
Однако в письме от 13 января 2006 патриарха Антония поставили в известность о том, что после ряда тайных заседаний Священного синода Эритрейской православной церкви он был официально низложен. В опубликованном письменном ответе Антоний отверг основания для своей отставки, поставил под сомнение её легитимность и отлучил от церкви двух лиц, поставивших свои подписи под письмом от 13 января, в том числе — Йофтахе Диметроса, на которого патриарх возложил всю ответственность за последние события. Антоний также апеллировал к Совету монастырей Эритрейской церкви и к Египетской (коптской) церкви. Абуна Антоний был низложен Священным синодом Эритреи предположительно под давлением правительства Эритреи: в 2008 году он находился под домашним арестом.
27 мая 2007 года во время празднования пятидесятницы Эритрейская православная церковь интронизировала абуну Диоскора 4-м патриархом Эритреи, который оставался провозглашённым патриархом Эритреи до самой своей смерти 21 декабря 2015 года, хотя так и не был признан сторонниками Антония, продолжавшими считать того законным предстоятелем церкви.

### Список патриархов ЭПЦ
Позиция была вакантна с 1994 года до 1999 года и с декабря 2015 года до июня 2021 года.
1. Филипп (1999—2001)
2. Якоб (2002—2003)
3. Антоний (2004—2006) — Смещён правительством Эритреи и так называемым «синодом» в нарушение церковного канона, но по-прежнему считался законным патриархом Эритрейской православной церкви
4. Диоскор (2007—2015) — Сменил Антония голосованием национального церковного органа церкви в Эритрее
5. Керлос (13 мая 2021 — 2 декабря 2022)[5]

## Эритрейская православная церковь за рубежом
Епископ Афнатеус — епископ эритрейцев в Европе, а епископ Шенуда является епископом эритрейцев в США (август 2005).